# Gaudí al millor muntatge
La següent llista és la de les candidatures nominades i guanyadores del Premi Gaudí a la Millor muntatge, des de l'any 2009, quan es van crear.

## Palmarès

### Dècada dels 2000
| Any  | Persones          | Pel·lícula                   |
| ---- | ----------------- | ---------------------------- |
| 2009 | Jaume Martí       | Transsiberià                 |
| 2009 | Jordi Suárez      | Benvingut a Farewell-Gutmann |
| 2009 | Luis de la Madrid | Diari d'una nimfòmana        |
| 2009 | Pere Abadal       | Forasters                    |

### Dècada dels 2010
| Any  | Persones                                 | Pel·lícula                          |
| ---- | ---------------------------------------- | ----------------------------------- |
| 2010 | David Gallart                            | REC 2                               |
| 2010 | Bernat Aragonés                          | The frost                           |
| 2010 | Luis de la Madrid i Victor H. Torner     | Trash                               |
| 2010 | Joan Riedweg                             | Xtrems                              |
| 2011 | Rodrigo Cortés                           | Buried                              |
| 2011 | Raúl Román                               | Pa negre                            |
| 2011 | David Gallart                            | Elisa K                             |
| 2011 | Jaume Martí                              | Herois                              |
| 2012 | Guillermo de la Cal                      | Mentre dorms                        |
| 2012 | Sara López i Emanuele Tiziani            | Open 24h                            |
| 2012 | Elena Ruiz                               | Eva                                 |
| 2012 | Marc Soria                               | Bruc. La llegenda                   |
| 2013 | Elena Ruiz i Bernat Vilaplana            | The Impossible                      |
| 2013 | David Gallart                            | REC 3: Gènesi                       |
| 2013 | Fernando Franco                          | Blancaneu                           |
| 2013 | Bernat Vilaplana                         | El bosc                             |
| 2014 | Neus Ballús i Domi Parra                 | La plaga                            |
| 2014 | Bernat Aragonès                          | Fill de Caín                        |
| 2014 | David Gallart                            | La por                              |
| 2014 | Elena Ruiz i Albert Gutiérrez            | Barcelona, nit d'estiu              |
| 2015 | Mapa Pastor                              | El Niño                             |
| 2015 | Guillermo de la Cal                      | REC 4: Apocalipsi                   |
| 2015 | Juliana Montañés Carlos Marques-Marcet   | 10.000 km                           |
| 2015 | Núria Esquerra                           | Stella Cadente                      |
| 2016 | Raúl Román                               | El Rey de La Habana                 |
| 2016 | Alberto de Toro                          | Anacleto: Agent secret              |
| 2016 | Alberto Gutiérrez                        | Barcelona, nit d'hivern             |
| 2016 | Liana Artigal                            | El camí més llarg per tornar a casa |
| 2017 | Jaume Martí i Bernat Vilaplana           | A monster calls                     |
| 2017 | Albert Serra, Artur Tort i Ariadna Ribas | La mort de Lluís XIV                |
| 2017 | Domi Parra                               | La propera pell                     |
| 2017 | Jaume Martí                              | Contratiempo                        |
| 2018 | Ana Pfaff i Didac Palou                  | Estiu 1993                          |
| 2018 | Ariadna Ribas i Diana Toucedo            | Júlia ist                           |
| 2018 | Bernat Aragonés                          | La llibreria                        |
| 2018 | Raúl Román                               | Incerta glòria                      |
| 2019 | Sergi Dies                               | Entre dos aguas                     |
| 2019 | Ana Pfaff                                | Con el viento                       |
| 2019 | Bernat Vilaplana                         | Jurassic World: El regne caigut     |
| 2019 | Liana Artigal                            | Les distàncies                      |

### Dècada dels 2020
| Any                 | Persones                                            | Pel·lícula                |
| ------------------- | --------------------------------------------------- | ------------------------- |
| 2020                | Ana Pfaff, Carlos Marques-Marcet i Oscar de Gispert | Els dies que vindran      |
| 2020                | Bernat Aragonés AMMAC                               | La hija de un ladrón      |
| 2020                | Juliana Montañés                                    | La innocència             |
| 2020                | Teresa Font                                         | Dolor y gloria            |
| 2021                | Cristóbal Fernández i Nuria Giménez Lorang          | My Mexican Bretzel        |
| 2021                | Ana Pfaff                                           | La mami                   |
| 2021                | Bernat Aragonés                                     | A Stormy Night            |
| 2021                | Sofi Escudé                                         | Las niñas                 |
| 2022                | Neus Ballús i Ariadna Ribas                         | Sis dies corrents         |
| 2022                | Mapa Pastor                                         | Las leyes de la frontera  |
| 2022                | Ana Pfaff                                           | Libertad                  |
| 2022                | Bernat Aragonés                                     | El ventre del mar         |
| 2023                | Sergi Dies i Fernando Franco                        | Un año, una noche         |
| 2023                | Albert Serra, Artur Tort i Ariadna Ribas            | Pacifiction               |
| 2023                | Ana Pfaff (AMMAC)                                   | Alcarràs                  |
| 2023                | Ariadna Ribas                                       | Suro                      |
| 2024                | Ariadna Ribas                                       | Creatura                  |
| 2024                | Ana Paz                                             | Sobre todo de noche       |
| 2024                | Bernat Aragonés                                     | La contadora de películas |
| 2024                | Raúl Barreras                                       | 20.000 especies de abejas |
| 2025                |                                                     |                           |
| Alberto Gutiérrez   | Casa en flames                                      |                           |
| Chiara Dainese      | Polvo serán                                         |                           |
| Aina Calleja        | Salve Maria                                         |                           |
| Nacho Ruiz Capillas | El 47                                               |                           |